# Танасан, Саникун
Сопита Танасан (тайск. โสภิตา ธนสาร, род. 23 декабря 1994 года, Таиланд) — тайская тяжелоатлетка. Олимпийская чемпионка 2016 в категории до 48 кг, чемпионка мира 2017 в категории до 53 кг.

## Карьера
В начале ноября 2018 года на чемпионате мира в Ашхабаде, тайская спортсменка, в весовой категории до 48 кг., завоевала малую золотую медаль в рывке, взяв штангу весом 93 кг. В итоговом зачёте после двух упражнений она стала четвёртой с результатом 201 кг.

## Спортивные результаты
| Год  | Соревнование            | Место проведения | Весовая категория | Рывок | Толчок | Сумма двоеборья | Место |
| 2011 | Чемпионат мира          | Париж            | до 53 кг          | 90 кг | 106 кг | 196 кг          | 12    |
| 2013 | Чемпионат мира          | Вроцлав          | до 53 кг          | 91 кг | 112 кг | 203 кг          | 2     |
| 2014 | Азиатские игры          | Инчхон           | до 53 кг          | 95 кг | 110 кг | 205 кг          | 6     |
| 2014 | Чемпионат мира          | Алма-Ата         | до 53 кг          | 95 кг | 113 кг | 208 кг          | 4     |
| 2015 | Чемпионат мира          | Хьюстон          | до 53 кг          | 95 кг | 115 кг | 210 кг          | 4     |
| 2016 | Летние Олимпийские игры | Рио-де-Жанейро   | до 48 кг          | 92 кг | 108 кг | 200 кг          | 1     |
| 2017 | Чемпионат мира          | Анахайм          | до 53 кг          | 96 кг | 114 кг | 210 кг          | 1     |
| 2018 | Чемпионат мира          | Ашхабад          | до 49 кг          | 93 кг | 108 кг | 201 кг          | 4     |